# Luis Vera (Fußballspieler, 1929)
Luis Alberto Vera Avendaño (* 22. Dezember 1929 in Concepción; † 28. Juni 2014 ebenda) war ein chilenischer Fußballspieler und späterer -trainer. Der Abwehrspieler gewann mit Audax Italiano die Meisterschaft 1957 und absolvierte 14 Länderspiele für Chile.

## Karriere

### Spieler
Nach fußballerischen Anfängen in der Región del Biobío bei Juvenil Unido, Lord Cochrane und Fanaloza kam Luis Vera 1951 in den professionellen Bereich zu Audax Italiano. Dort spielte der Abwehrspieler bis 1959. Sein größter Erfolg auf Vereinsebene war der Gewinn der Meisterschaft 1957.
Ab September 1954 spielte Luis Vera für die Nationalmannschaft. Sein Debüt gab er beim 2:1-Sieg in der Copa del Pacífico 1954 gegen Peru. Beim Campeonato Sudamericano 1955 kam Vera nur beim 7:1-Auftakterfolg über Ecuador in der ersten Halbzeit zum Einsatz. Chile wurde mit drei Siegen, einem Unentschieden und einer Niederlage hinter Argentinien Vize-Südamerikameister. Danach spielte Vera alle vier Spiele der WM-Qualifikation 1958, doch nach dem Sieg gegen Bolivien im ersten Spiel gab es für La Roja drei Niederlagen, so dass das Endturnier in Schweden klar verpasst wurde. Beim Campeonato Sudamericano 1959 absolvierte Vera alle sechs Turnierspiele für Chile, das den fünften Platz der sieben Teams belegte. Der 1:0-Erfolg gegen Uruguay beim Turnier war zugleich der letzte Einsatz im Nationaltrikot für Vera, der insgesamt 14-mal für Chile auflief.

### Trainer
Nach seiner aktiven Karriere begann Luis Vera als Trainer 1962 beim Club Universitario, dem Universitätsklub der Universidad de Concepción. Nach sechs Jahren beim CD Huachipato wurde er während seiner Zeit bei Deportes Concepción zusammen mit Raúl Pino Nationaltrainer Chiles. Das Duo stand für neun Spiele an der Seitenlinie. Bei einem großen Turnier betreute Vera La Roja aber nicht, sondern kehrte wieder zum Vereinsfußball in Chile zurück. Er trainierte CD O’Higgins, CD Universidad Católica, Naval de Talcahuano und Lota Schwager. Dazu kam er mehrere Male zu Deportes Concepción und zum CD Huachipato zurück. Seine letzte Trainerstation war 1994 bis 1995 wieder die Universitätsmannschaft der Universidad de Concepción, die im August 1994 neu gegründet wurde.

## Erfolge
Audax Italiano
- Chilenischer Meister: 1957